# دکتر مارتنز
دکتر مارتنز (انگلیسی: Dr. Martens) یک برند پاافزار و لباس انگلیسی است که دفتر مرکزی آن در والستو، نورث‌همپتون‌شر قرار دارد.